# Ruby-Affäre
Als Ruby-Affäre (auch als Rubygate bezeichnet) wurde ein Skandal um die Beziehung von Silvio Berlusconi, dem damals amtierenden italienischen Ministerpräsidenten, mit dem marokkanischen Escort-Girl Karima el-Mahroug bekannt, die sich selbst auch Ruby nannte und in den italienischen Medien als Ruby Rubacuori bezeichnet wurde. Der Caso Ruby (deutsch: Fall Ruby) war Anlass für einen Prozess gegen den Ministerpräsidenten wegen Amtsmissbrauchs und Förderung der Prostitution mit Minderjährigen. Insgesamt sollen 16 Frauen in den Fall verwickelt gewesen sein. Berlusconi wurde erstinstanzlich zwar verurteilt, die höheren Gerichtsinstanzen erkannten aber auf Freispruch.

## Zur Person
Karima el-Mahroug wurde am 1. November 1992 in Fkih Ben Salah (Marokko) geboren und später unter ihrem Künstlernamen Ruby Rubacuori bekannt (deutsch: Ruby Herzensbrecherin).
Sie zog 2003 mit ihrer Familie nach Letojanni, einer Gemeinde in der Provinz Messina und verließ ihr Elternhaus im Alter von 14 Jahren. Sie ging ein Verhältnis mit einem damals 33-Jährigen ein, bevor sie als Zimmermädchen, Bauchtänzerin und Kosmetikerin tätig wurde.
Im Dezember 2011 brachte sie in Genua eine Tochter zur Welt. Vater der gemeinsamen Tochter ist ihr 41-jähriger Verlobter, mit dem sie zu dieser Zeit seit über einem Jahr liiert war.

## Hintergrund der Affäre

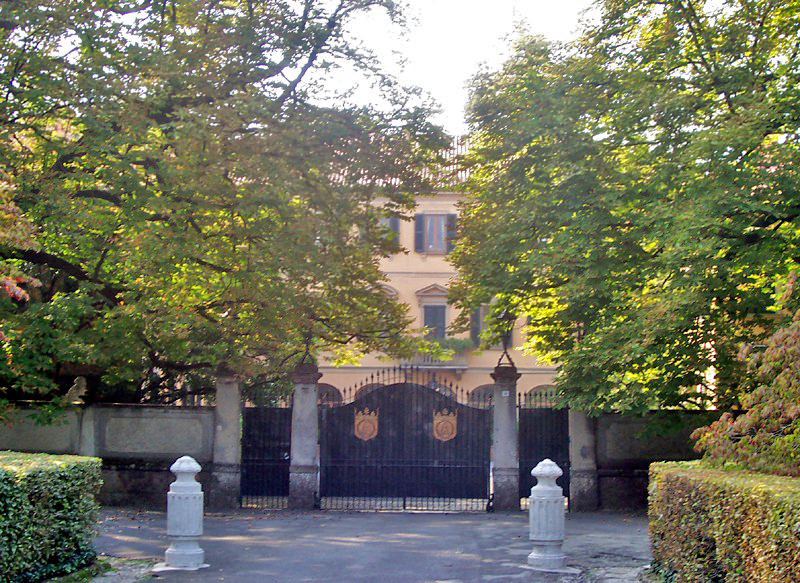
Villa San Martino, Arcore

Auslöser der Affäre war ein Brief der damals noch nicht von Berlusconi geschiedenen Veronica Lario an die Zeitung La Repubblica. In dem Brief deckte sie Berlusconis Verhalten auf. Die Affäre hatte kaum Einfluss auf die Wahlergebnisse in Italien.
Festnahme und Freilassung
Am 27. Mai 2010 wurde el-Mahroug in Mailand angehalten, da eine Frau sie beschuldigte, ihr 3000 Euro und eine Uhr gestohlen zu haben. Die Polizeibeamten stellten fest, dass sie keine gültige Aufenthaltserlaubnis besaß und zudem wegen Eigentumsdelikten gesucht wurde. Die Polizei kontaktierte die diensthabende Jugendrichterin, welche entschied, die noch minderjährige el-Mahrough in Polizeigewahrsam nehmen zu lassen, und sie so bald wie möglich in einer betreuten Wohngemeinschaft unterzubringen. Es folgte ein Anruf Berlusconis bei der Polizei, bei dem er behauptet haben soll, die 17 Jahre alte el-Mahroug sei die Nichte des damaligen ägyptischen Präsidenten Husni Mubarak. Berlusconi räumte den Anruf ein. Er erklärte aber, er habe nur jemanden benannt, dem man sie anvertrauen könne. Er habe niemanden beeinflusst, sei „ein Mensch mit gutem Herzen und immer bereit, jemandem in Not zu helfen“. Noch in derselben Nacht, am 28. Mai 2010 zwischen 2:00 und 2:30 Uhr, wurde sie von der lombardischen Regionalabgeordneten Nicole Minetti vom Polizeipräsidium abgeholt. Minetti war die Dentalhygienikerin, die an der Behandlung Berlusconis nach dem Attentat auf ihn am 13. Dezember 2009 in Mailand beteiligt war.
Ermittlungen
Am 21. Dezember 2010 nahm die Staatsanwaltschaft Mailand Ermittlungen gegen Berlusconi wegen Förderung der Prostitution Minderjähriger und Amtsmissbrauchs auf.
Nach eigenen Angaben hat el-Mahroug Berlusconi, der sie später zu verschiedenen Partys in seiner Villa einlud, bereits im Januar 2010 darüber informiert, dass sie noch minderjährig sei und keine Papiere und keine Aufenthaltsgenehmigung besitze. Berlusconi habe ihr versichert, sich darum zu kümmern. El-Mahroug sagte vor der italienischen Staatsanwaltschaft aus, sie sei erstmals am 14. Februar 2010 in Berlusconis Villa San Martino in Arcore gebracht worden. Es habe zwischen ihr und Berlusconi kein Beischlaf stattgefunden; gleichwohl habe sie von Berlusconi 30.000 Euro, ein Auto, Schmuck und Designer-Mode erhalten. Insgesamt habe sie Vergütungen im Wert von 187.000 Euro von Berlusconi erhalten. Bei den Feiern in seiner Villa sei es zu Orgien gekommen, während derer eingeladene Frauen die Anwesenden durch lesbische Spiele erregten.
Auch Berlusconi bestritt, ein sexuelles Verhältnis gehabt zu haben.
Aus Unterlagen der Staatsanwälte geht hingegen hervor, Berlusconi habe 13 Mal Sex mit Rubacuori gehabt.

## Prozess
Nachdem das italienische Verfassungsgericht am 13. Januar 2011 ein Immunitätsgesetz teilweise aufgehoben hatte, welches Berlusconi erlaubte, wegen wichtiger Staatsgeschäfte Gerichtsverhandlungen fernzubleiben, erklärte das Mailänder Gericht, noch im Januar 2011 die Verhandlung zu eröffnen. Der Ministerpräsident erklärte, einige Staatsanwälte würden mit den Ermittlungen die grundsätzlichen Spielregeln der Demokratie verletzen. Seine Verteidiger bezeichneten die Vorwürfe der Staatsanwaltschaft als absurd. Es wurde durch Berlusconis Kabinett einige Wochen vor Prozessbeginn eine Justizreform in Gang gebracht, die laut Berlusconi nicht mit Rubygate in Verbindung stehe. Kritiker warfen ihm indessen vor, sich lediglich der Justiz entziehen zu wollen. Wegen der notwendigen qualifizierten Mehrheiten in beiden Häusern des Parlaments wurde eine tatsächliche Umsetzung der Reform für unwahrscheinlich gehalten.
Das Gerichtsverfahren wurde als „Prozess des Jahres“ angesehen. Neben dem pikanten Hintergrund spielten die Liste der von Anklage und Verteidigung benannten Zeugen (u. a. George Clooney, Elisabetta Canalis, Cristiano Ronaldo, Belén Rodríguez, Aída Yéspica, Mariastella Gelmini, Franco Frattini, Mara Carfagna) und eventuelle politische Auswirkungen eine Rolle. Insgesamt benannte die Staatsanwaltschaft 136 Zeugen, die Verteidigung nochmals 78. Noch am Tag vor Prozessbeginn hatte das italienische Parlament mit den Stimmen der Mitte-rechts-Koalition Berlusconis beschlossen, dass es das Gericht in Mailand für nicht zuständig hält und deshalb das Verfassungsgericht angerufen werden solle.
Am 15. Februar 2011 entschied ein Gericht in Mailand, dass sich Silvio Berlusconi wegen Amtsmissbrauchs und Umgangs mit minderjährigen Prostituierten vor Gericht verantworten muss. Der Prozess wurde am 6. April eröffnet.
110 Journalisten hatten angekündigt, trotz der Untersagung von Fernsehaufnahmen direkt aus dem Gerichtssaal berichten zu wollen.
Es erschienen hunderte Vertreter der weltweiten Medien.
Nach nur wenigen Minuten Verhandlung wurde der Prozess auf den 31. Mai 2011 vertagt; weder Berlusconi noch el-Mahroug waren zum ersten Termin erschienen.
Am 11. April erklärte Berlusconi, er habe zwar 45.000 Euro an die minderjährige Prostituierte gezahlt, jedoch nur, damit sie davon einen Schönheitssalon mit Haarentfernungslaser eröffnen könne und nicht etwa für sexuelle Dienstleistungen. „Das Mädchen erzählte eine schmerzvolle, bewegende Geschichte“ sagte er. Weiter führte er aus, er sei das „Opfer einer Verleumdung durch Richter, die nicht für ihr Land, sondern gegen ihr Land arbeiten“.
Zur Anhörung am 31. Mai 2011 erschien Berlusconi nicht, da er sich zu einem Staatsbesuch bei Traian Băsescu in Rumänien aufhielt. Sein Verteidiger erklärte, Berlusconi habe geglaubt, Ruby sei die Nichte Mubaraks und er habe daher im Rahmen seines Amtes gehandelt, als er versuchte, diplomatische Verwicklungen zu verhindern. Das Verfahren müsse daher vor dem Ministerrat durchgeführt werden.
Am dritten Verhandlungstag stellte sich der Rechtsanwalt Egidio Verzini aus Verona als Prozessbevollmächtigter der Geschädigten vor. Berlusconi erschien nicht; seine Anwälte erläuterten ihre insgesamt 16 Einsprüche, die unter anderem die Zuständigkeit des Gerichtes betrafen. Die Äußerung der Staatsanwaltschaft wurde auf den 14. Juni terminiert; das Gericht wollte bis zum 18. Juli über die Einsprüche der Verteidigung entscheiden.
Bei seiner im Oktober 2012 erfolgten Aussage vor dem Gericht sagte Berlusconi aus, es habe keine Sexpartys mit „Bunga Bunga“ gegeben, sondern lediglich Abendessen, bei denen er sich mittels Singen sowie Gesprächen über Sport, Politik und Klatsch in den Mittelpunkt gesetzt habe. Er sei von Ruby belogen worden und habe daher geglaubt, dass sie tatsächlich die Nichte Mubaraks und 24 sei. Sein Anruf bei dem Mailänder Polizeipräsidenten sei erfolgt, um Informationen zu erhalten und diplomatische Verwicklungen zu vermeiden. Er habe keinesfalls Druck ausüben wollen.
Im April 2013 sagte Ruby Rubacuori vor Gericht aus, dass sie nie Sex mit Berlusconi gehabt habe und von den Ermittlern in einen „Krieg“ gegen diesen hineingezogen worden sei.
Die Staatsanwaltschaft Mailand forderte am 13. Mai 2013 eine sechsjährige Haftstrafe für Berlusconi. Der Politiker solle außerdem nie wieder ein öffentliches Amt bekleiden dürfen. Am 24. Juni 2013 verurteilte das Mailänder Gericht Berlusconi in erster Instanz zu sieben Jahren Haft ohne Bewährung und einem Verbot der Bekleidung öffentlicher Ämter.
Am 2. Januar 2014 legten Berlusconis Anwälte Berufung gegen das Urteil ein. Sie begründeten diese damit, dass keine Straftat vorliege.

### Berufungsverfahren
Am 20. Juni 2014 begann das Berufungsverfahren gegen Berlusconi am Corte d’appello di Milano. Die Eröffnung des Verfahrens fand ohne den Angeklagten statt, da Berlusconi zeitgleich Sozialstunden ableisten musste, zu denen er in einem Steuerverfahren verurteilt worden war. Am 18. Juli 2014 endete der Berufungsprozess mit einem Freispruch. Nach Ansicht des Berufungsgerichtes ist es im Hause Berlusconis zur Prostitution gekommen, „Ruby“ habe auch zweimal dort übernachtet. Allerdings könne nicht sicher nachgewiesen werden, dass Berlusconi ihr Alter gekannt habe. Für den Vorwurf des Amtsmissbrauches würde es keine Beweise geben. Unmittelbar nach der Unterzeichnung des Freispruches trat Enrico Tranfa, der Vorsitzende der Berufungskammer, aus Protest gegen den Freispruch zurück. Er war bei der Entscheidung von seinen beiden Richterkollegen überstimmt worden.

### Verfahren vor dem Kassationsgericht
Am 29. November 2014 legte die Staatsanwaltschaft vor dem obersten italienischen Zivilgericht, dem Kassationsgerichtshof, Rechtsmittel gegen das zweitinstanzliche Urteil ein. Die Begründung der Staatsanwaltschaft umfasste hierbei 60 Seiten. Am 10. März 2015 sprach das Gericht Berlusconi endgültig frei, da ihm nicht nachzuweisen sei, dass er von der Minderjährigkeit gewusst habe.

### Oberster Gerichtshof
Am 14. Oktober 2024 ordnete der Oberste Gerichtshof in Rom eine Berufungsverhandlung in Mailand für 28 Personen an, die im „Ruby Tre-Prozess“ wegen Bestechung angeklagt worden sind.

## Weitere Ruby-Prozesse

### Strafverfahren gegen Vertraute Berlusconi wegen Förderung von Prostitution
Neben den Anklagen gegen Berlusconi wurden auch Verfahren gegen einige seiner Vertrauten eingeleitet, denen Beihilfe zur Förderung der Prostitution minderjähriger Frauen vorgeworfen wird. Der TV-Nachrichtenchef Emilio Fede, die ehemalige PDL-Regionalpolitikerin Nicole Minetti und der Showmanager Lele Mora mussten sich vor einem Mailänder Gericht verantworten, weil sie für die Partys in Berlusconis Villa Escortmädchen vermittelt und bezahlt haben sollen. Sie wurden im Juli 2013 zu Haftstrafen zwischen fünf und sieben Jahren verurteilt.

### Ermittlungsverfahren wegen Zeugenbeeinflussung (Ruby-Ter-Prozess)
Im November 2013 wurde ein Bericht der Richter bekannt, in dem Berlusconi die Bestechung von Zeugen und die Fingierung von Beweismitteln in dem Prozess vorgeworfen wurde. Die Staatsanwaltschaft Mailand gab am 23. Januar 2014 bekannt, dass sie ein Ermittlungsverfahren gegen Berlusconi und 44 weitere Personen wegen der systematischen Beeinflussung von Zeugen eingeleitet habe. Es werde unter anderem gegen Berlusconis Anwälte und mehrere Frauen ermittelt, die bei den „Bunga-Bunga-Partys“ anwesend waren und zugunsten Berlusconis ausgesagt hatten. Ermittelt werde auch gegen Karima al-Mahroug („Ruby“). Die Staatsanwaltschaft stützte ihren Verdacht darauf, dass die Zeuginnen bei ihren Aussagen ähnliche Worte benutzten und die Wortwahl oft nicht ihrer sozialen Herkunft entspräche.
Am 28. Januar 2017 ordnete ein italienisches Gericht an, dass Berlusconi am 4. April 2017 wegen Bestechung von Zeugen in Höhe von insgesamt 10 Millionen Euro angeklagt wird. Er soll sie wegen Anschuldigungen, dass er für Sex mit Minderjährigen bezahlte, zum Schweigen gebracht haben. Allein im Fall von Karima el-Mahroug seien sieben Millionen Euro an Schweigegeldern geflossen. Einzelnen Damen soll er monatlich 2500 Euro gezahlt haben.
Im März 2019 starb Imane Fadil, Model aus Marokko und eine Schlüsselzeugin im Prozess, in einer Klinik bei Mailand, in die sie vier Wochen zuvor wegen verschlechterten Gesundheitszustandes eingeliefert worden war. Mailänder Staatsanwälte äußerten die Vermutung, sie sei an einer radioaktiven Substanz gestorben.
Laut Obduktionsbericht vom September 2019 starb sie an Aplastischer Anämie, einer seltenen und schwer zu heilenden Form der Blutarmut.
Es folgten eine Anklage gegen Berlusconi und über zwanzig der betroffenen Frauen, inklusive Karima el-Mahroug. Den Berlusconi wurde Bestechung und den Frauen wurde vorgeworfen Bestechungsgelder von Berlusconi angenommen zu haben, um die Anklage gegen ihn zu behindern. El-Mahroug selbst hatte in einem abgehörten Telefongespräch 5 Millionen Euro gefordert, was sie später auf Verzweiflung und Geldnot zurückführte. Die habe dieses Geld auch nie erhalten. Sie und die anderen Frauen bestritten Schweigegeld erhalten zu haben, der Ministerpräsident sei auch zuvor großzügig gewesen und habe sie lediglich für den Schaden an ihrer Reputation entschädigt. Erstinstanzlich wurden Berlusconi und die Frauen im Februar 2023 freigesprochen. Die Staatsanwaltschaft legte hiergegen Berufung ein, über die im Oktober 2024 verhandelt wurde. Am 14. Oktober 2024 hob der Kassationsgerichtshof den Freispruch auf und verwies den Fall zur Neuverhandlung am das Berufungsgericht in Mailand zurück.

## Ermittlungsbericht
- Vorläufiger Ermittlungsbericht der Mailänder Staatsanwaltschaft vom 15. Februar 2011 (auf Italienisch, PDF-Dokument; 1,3 MB) (Memento vom 3. März 2011 im Internet Archive)